# Sevgi Temel
Sevgi Temel (* 10. April 1995 in Istanbul) ist eine türkische Schauspielerin.

## Leben und Karriere
Temel wurde am 10. April 1995 in Istanbul geboren. Sie studierte an der Hacettepe-Universität. Ihr Debüt gab die 2019 in der Fernsehserie Sevdim Seni Bir Kere. Von 2020 bis 2021 war sie in Türkan Hanım’ın Konağı zu sehen. Außerdem wurde sie 2021 für die Serie Masumiyet gecastet.
Anschließend spielte Temel 2022 in Çöp Adam mit. 2023 trat sie in Yargı auf. Im selben Jahr bekam Temel in dem Film Son Hasat eine Hauptrolle.

## Filmografie
Filme
- 2023: Akif
- 2023: Kayıt Günlükleri
- 2023: Son Hasat

Serien
- 2019: Sevdim Seni Bir Kere
- 2020–2021: Türkan Hanım’ın Konağı
- 2021: Masumiyet
- 2022: Çöp Adam
- 2023: Yargı